# Rhapis cochinchinensis
Rhapis cochinchinensis är en enhjärtbladig växtart som först beskrevs av João de Loureiro, och fick sitt nu gällande namn av Carl Friedrich Philipp von Martius. Rhapis cochinchinensis ingår i släktet Rhapis och familjen Arecaceae. Inga underarter finns listade i Catalogue of Life.